# Flujo de lodo

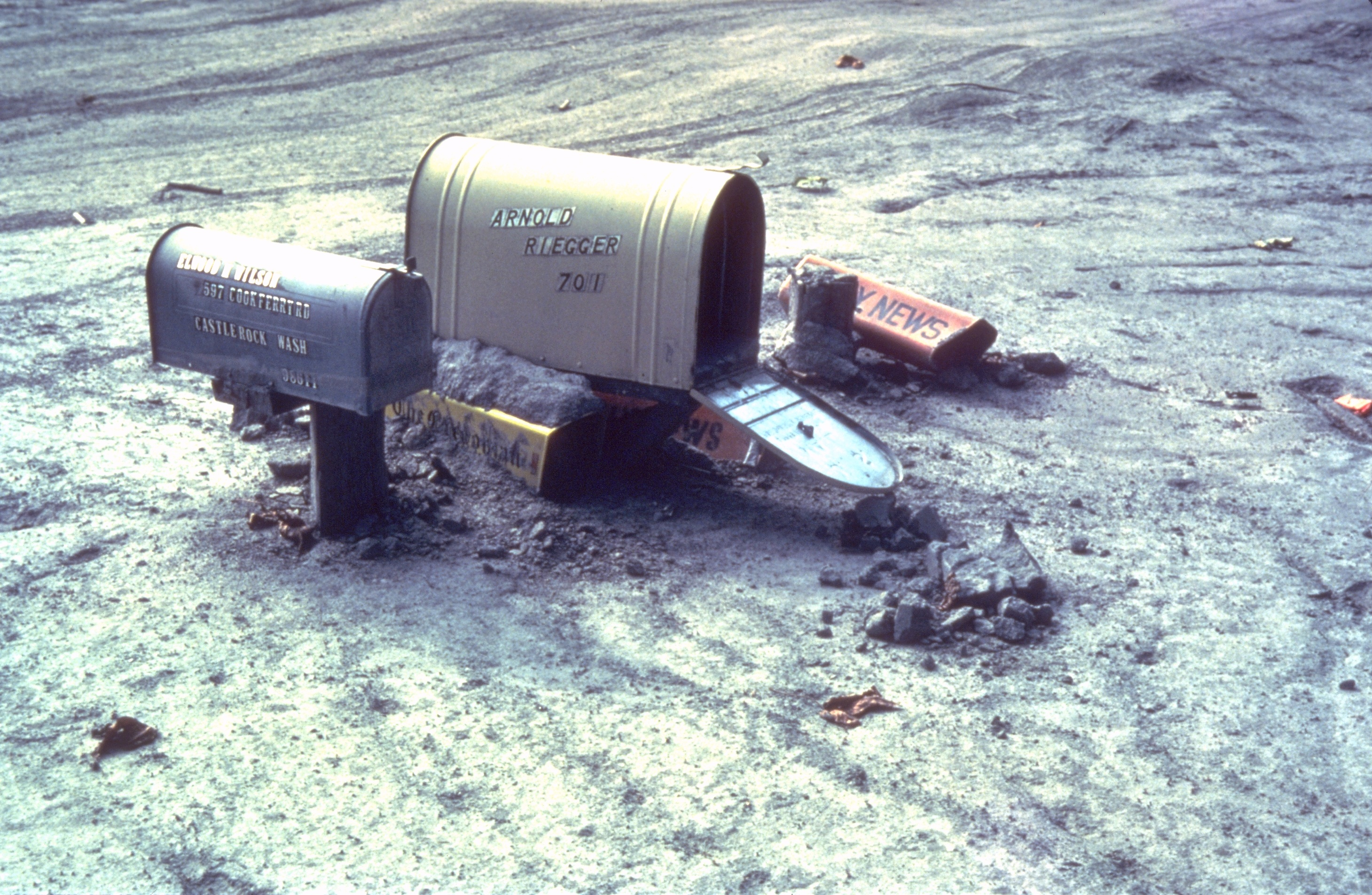
Buzones cubiertos de barro tras un flujo de lodo.

Un flujo de lodo, colada detrítica o de fango, es el tipo más rápido (sobre los 80 km/h) y fluido de corrimientos de tierra. Consiste en una colada con elevada concentración de materiales detríticos, que se mueven hacia los valles con velocidades que pueden alcanzar y, en algunos casos, superar los 10 m/s. El material transportado tiene una granulometría muy variable, y un fenómeno singular se manifiesta frecuentemente con oleades sucesivas ("pulsaciones") debido a la obstrucción temporal del canal de transporte. Estas coladas detríticas son fenómenos difundidos en casi todas las regiones climáticas, y revisten una notable importancia tanto por su influencia en la evolución morfológica de las cuencas hidrográficas en las que ocurren, como por el riesgo potencial que significan sobre todo en las áreas montañosas, a causa de su elevada capacidad destructiva. En estas áreas, la disponibilidad hídrica aumenta de improviso debido comúnmente a precipitaciones intensas (lluvia, aguanieve y nieve, principalmente), lo que puede provocar una mayor escorrentía del agua por las pendientes, que a su vez arrastra y transporta grandes cantidades de detritos que luego se incorporarán al flujo de lodo.
Las coladas detríticas consisten en mezclas de materiales finos (arena, limo y arcilla) y más gruesos (grava), conteniendo una cantidad variable de agua, la cual se agrega de detritos vegetales. Se forma así una masa fangosa en suspensión acuosa que se propaga como un único cuerpo, sin separación entre la fase sólida y aquella líquida. Se trata de un fluido no newtoniano caracterizado por una variación de la resistencia a la deformación no linealmente proporcional a la velocidad de la deformación angular. Ello determina una elevadísima capacidad erosiva propia de estos fenómenos. 